# Джон Болл
Джон Болл (англ. John Ball; близько 1330 — 15 липня 1381) — англійський священик, один з лідерів селянського антифеодального руху й повстання (1381), відомий під прізвиськом «божевільний священик з Кенту».
Відображаючи інтереси широких мас селянства і ремісників, Болл в проповідях і листах-зверненнях вимагав рівності прав та майна, закликав до ліквідації феодального ладу.
Будучи послідовником Джона Вікліфа й ідеї соціальної рівності, він був заарештований за незгоду з архієпископом Кентерберійським. Під час повстання його було звільнено з тюрми. і потім в Лондоні він підбурював людей на боротьбу проти панівних класів, проповідуючи, наприклад, таке: «Коли Адам орав, а Єва пряла, хто був дворянином?» Після придушення повстання був схоплений. За участь у повстанні 1381 в графствах Ессексі і Кенті скараний на смерть у Сент-Олбансі.